# مستشار الأمن القومي (اليابان)
المدير العام للأمن الوطني الياباني (باليابانية: 国家安全保障局長)، يشار إليه عادة باسم مستشار الأمن القومي لليابان، هو رئيس أمانة الأمن القومي، وهي إدارة داخل أمانة مجلس الوزراء المسؤولة عن مجلس الأمن القومي. يعد المدير العام أحد كبار المسؤولين في مكتب رئيس وزراء اليابان كونه المستشار الرئيسي لرئيس الوزراء في جميع المسائل المتعلقة بالأمن القومي، حيث يشارك في جميع اجتماعات مجلس الأمن القومي. المدير العام الحالي هو نائب وزير الخارجية السابق تاكيو أكيبا، ويتولى المنصب منذ 7 يوليو 2021.